# 帕拉茨基大学
帕拉茨基大学，是捷克东部城市奥洛穆茨的一所大学，纪念弗朗齐歇克·帕拉茨基。该校成立于1573年。目前，帕拉茨基大学有21,000名学生。

## 历史
1860年代，保守的统治者弗朗茨·约瑟夫一世关闭了学校的大部分院系。1946年2月，帕拉茨基大学重新开放。

## 知名校友
- 孟德爾，奧地利遺傳學家，天主教聖職人員，遺傳學的奠基人。